# 布鲁代尔多夫
布鲁代尔多夫（法語：Brouderdorff，法語發音：[bʁudɛʁdɔʁf]）是法国摩泽尔省的一个市镇，属于萨尔堡-萨兰堡区。

## 地理
布鲁代尔多夫（48°41'55"N, 7°6'4"E）面积4.75 平方千米，位于法国大東部大區摩泽尔省，该省份为法国东北部内陆省份，是洛林的一部分，西南接默尔特-摩泽尔省，东临下莱茵省，北与卢森堡和德国接壤。
与布鲁代尔多夫接壤的市镇（或旧市镇、城区）包括：阿尔特兹维莱、埃斯、尼代尔维莱尔、普莱讷德瓦尔什、什内肯比什、特鲁瓦方丹。

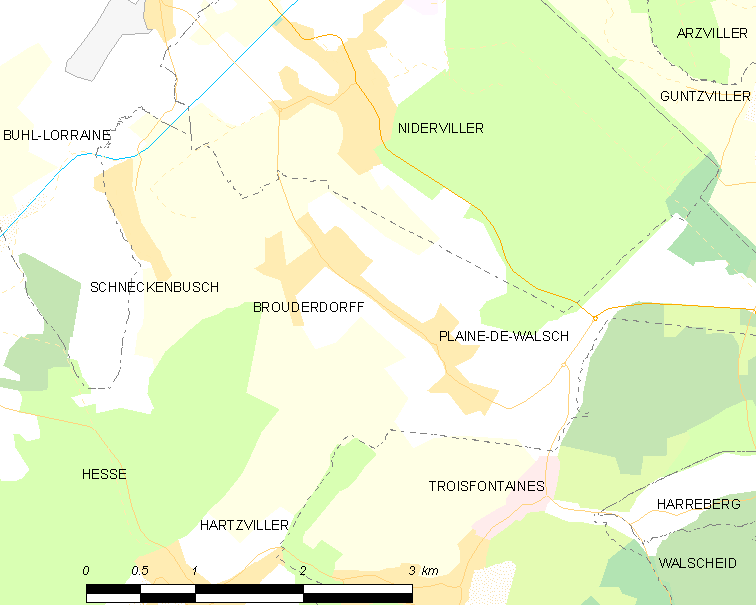
布鲁代尔多夫的OSM定位图

布鲁代尔多夫的时区为UTC+01:00、UTC+02:00（夏令时）。

## 行政
布鲁代尔多夫的邮政编码为57565，INSEE市镇编码为57113。

## 政治
布鲁代尔多夫所属的省级选区为法尔斯堡县。

## 人口

1962-2008年间布鲁代尔多夫人口变化图示

布鲁代尔多夫于2022年1月1日时的人口数量为971人。